# Tutjärnen, Västergötland
Tutjärnen är en sjö i Mölndals kommun i Västergötland och ingår i Göta älvs huvudavrinningsområde. Tutjärn ligger i Sandsjöbacka Natura 2000-område.

## Bilder

Tutjärnen
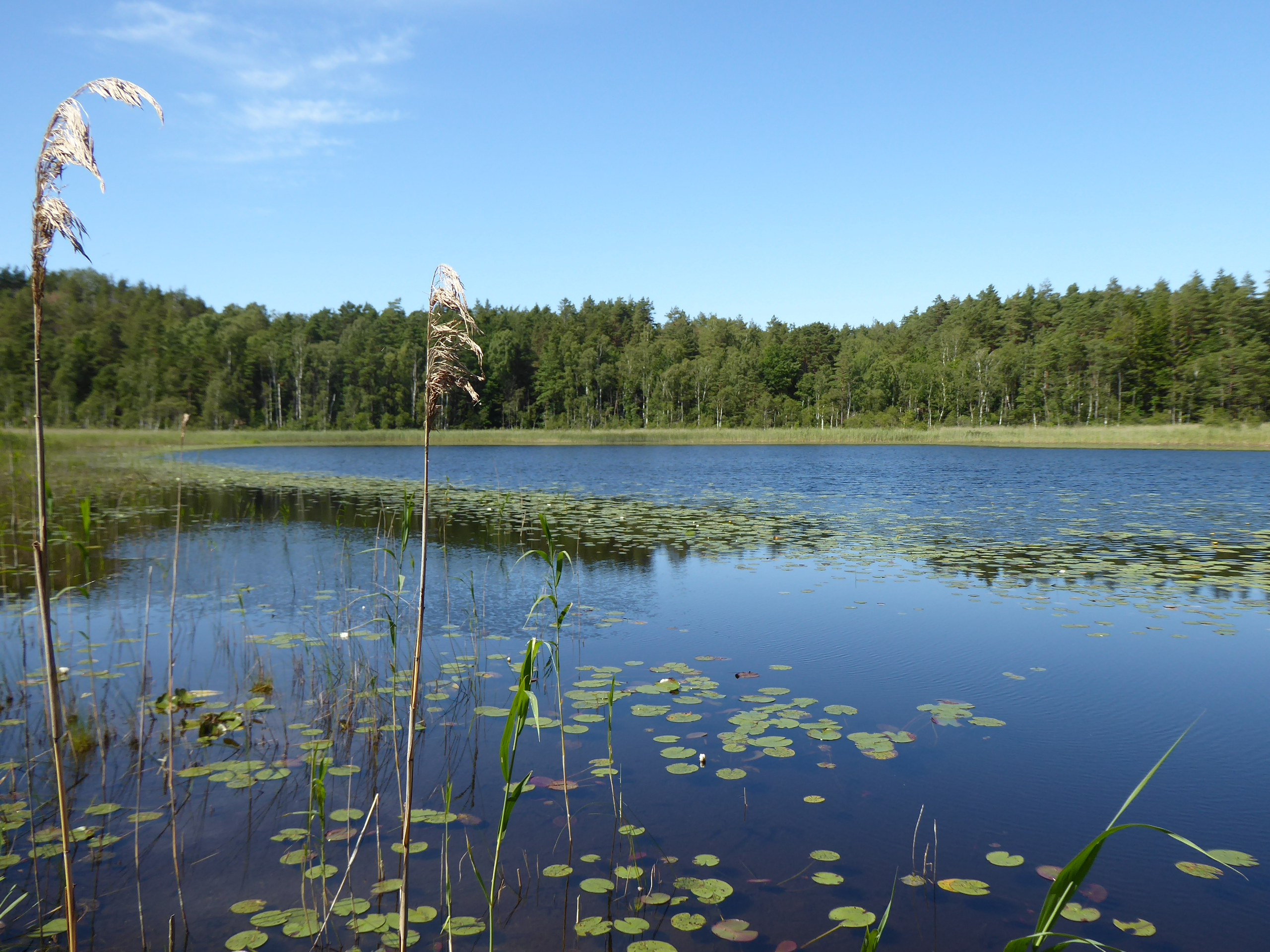
Tutjärnens norra del den 8 juli 2023
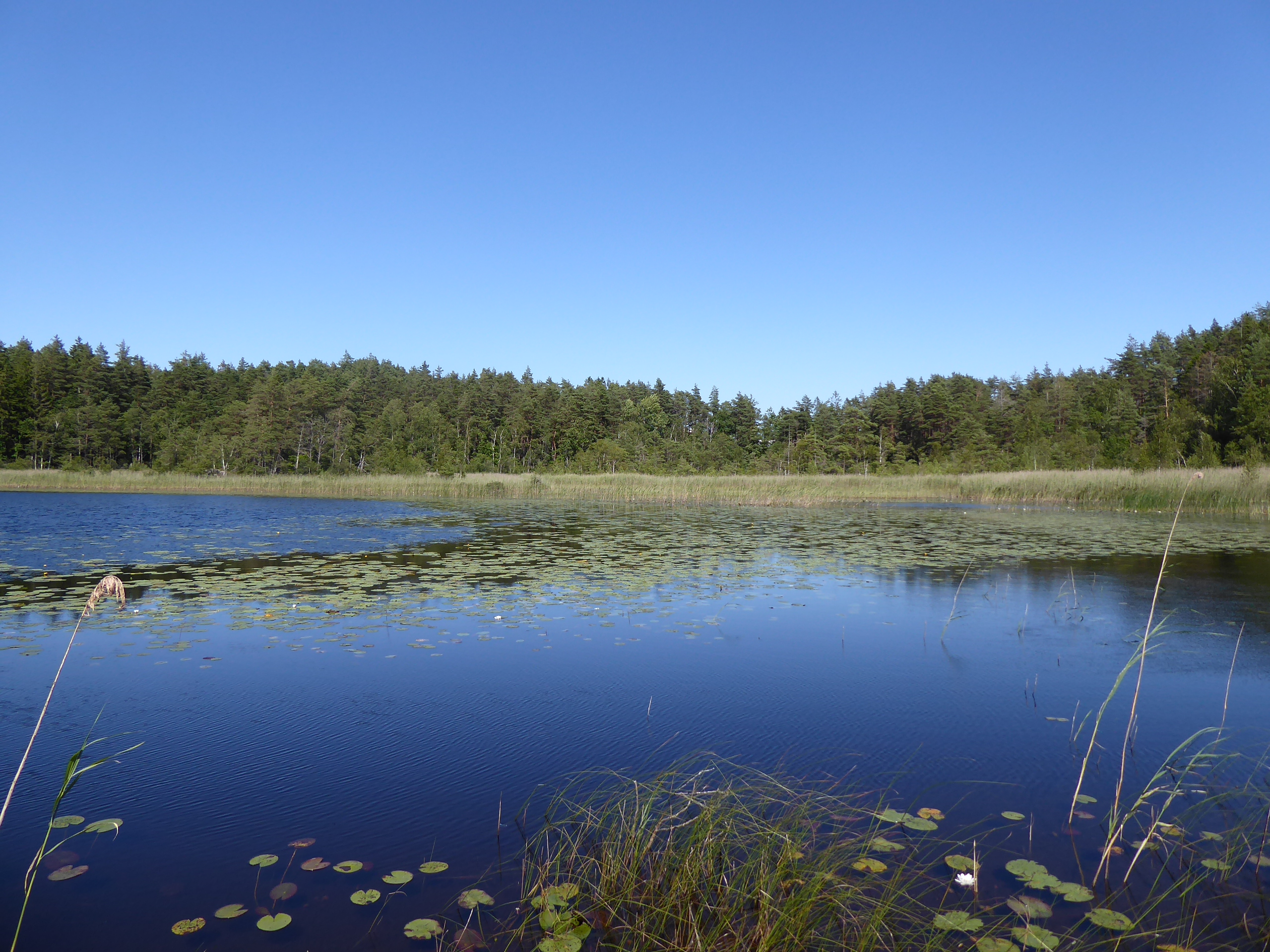
Tutjärnens mitt-del den 8 juli 2023
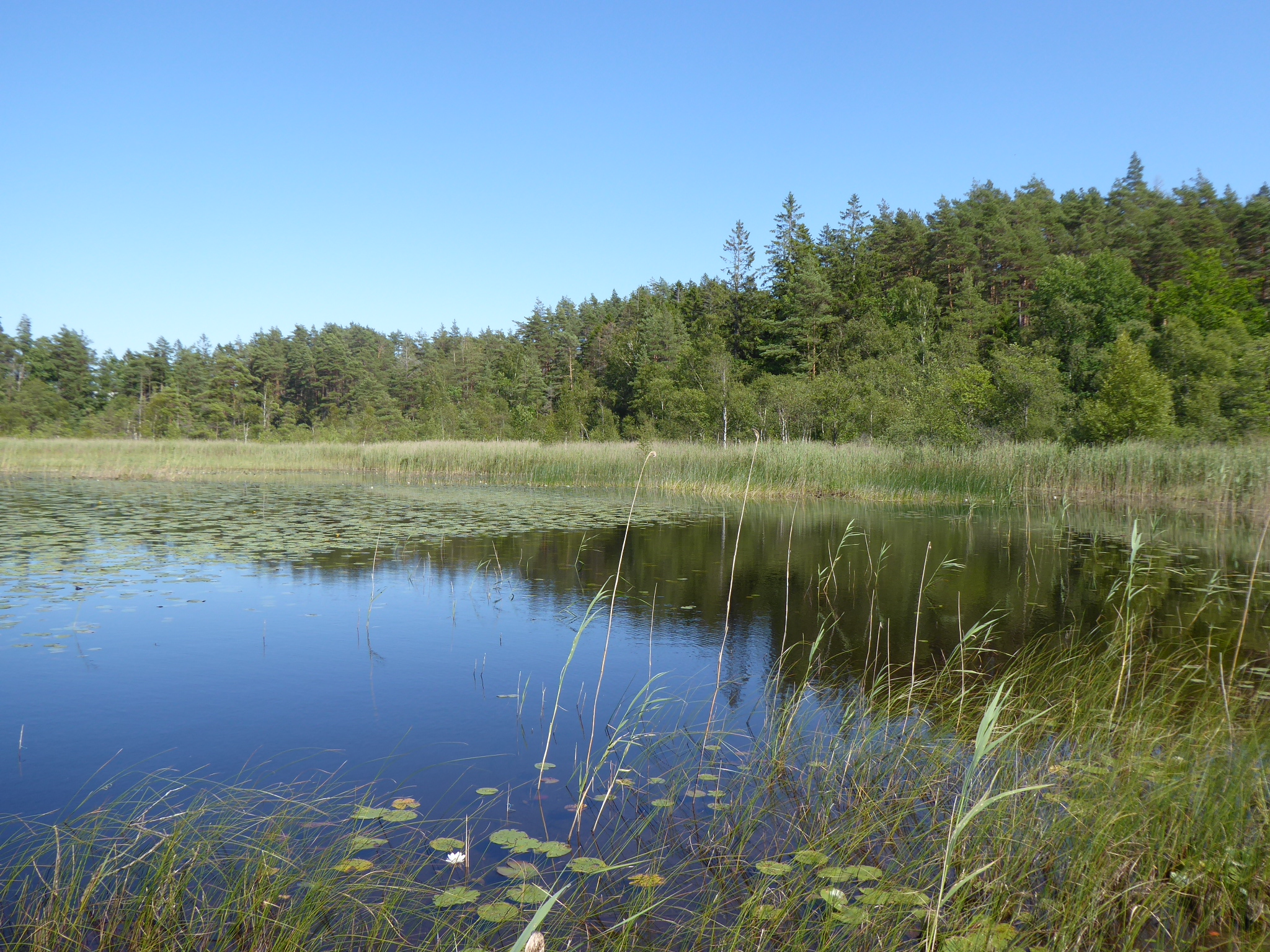
Tutjärnens södra del den 8 juli 2023
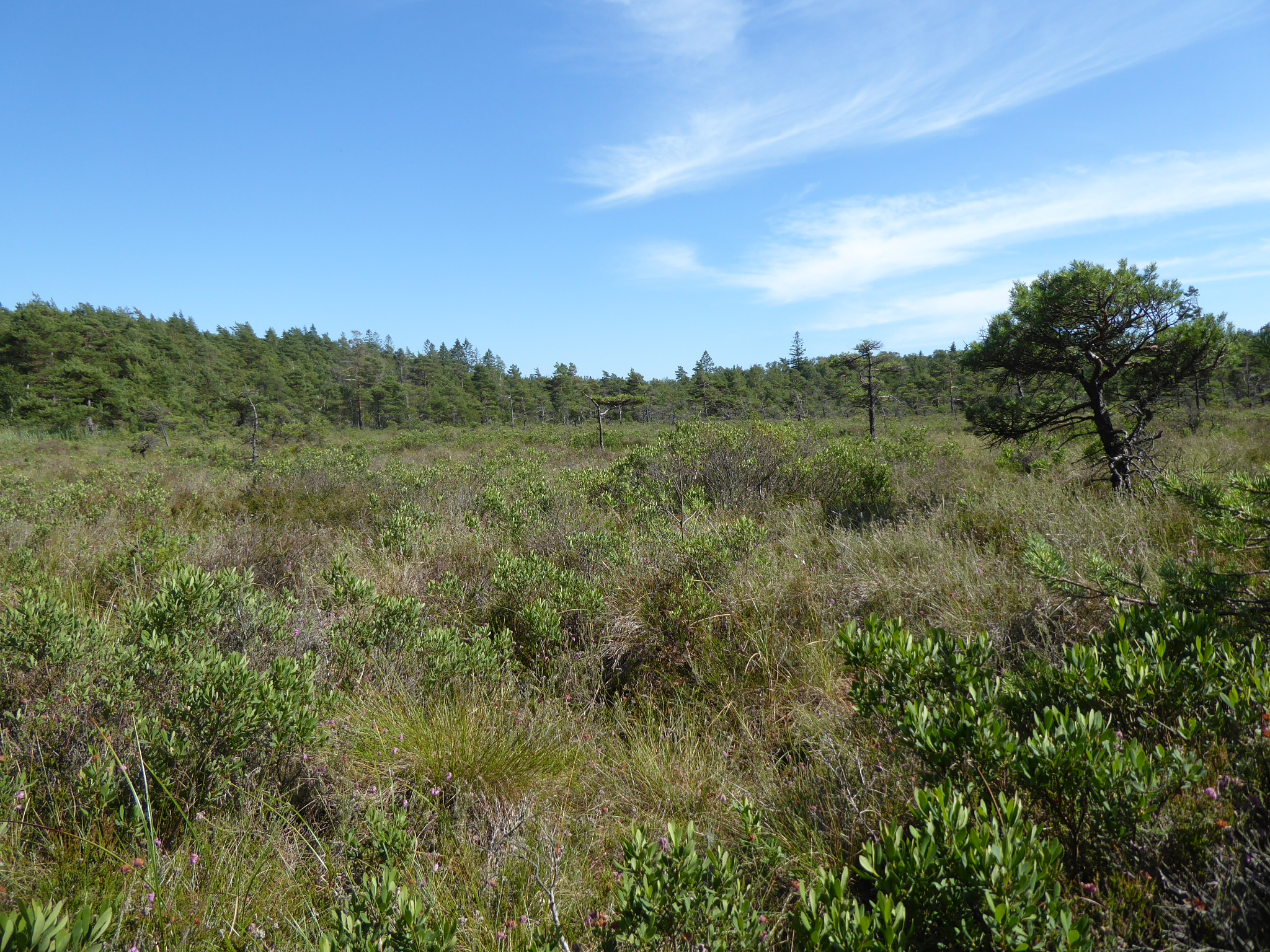
Krokmossen, strax sydväst om Tutjärnen, från väst den 8 juli 2023 2023.